# Іслісберг
Іслісберг (нім. Islisberg) — громада  в Швейцарії в кантоні Ааргау, округ Бремгартен.

## Географія
Громада розташована на відстані близько 90 км на північний схід від Берна, 31 км на схід від Аарау.
Іслісберг має площу 1,7 км², з яких на 9,8% дозволяється будівництво (житлове та будівництво доріг), 68,9% використовуються в сільськогосподарських цілях, 21,3% зайнято лісами, 0% не є продуктивними (річки, льодовики або гори).

## Демографія
2019 року в громаді мешкало 631 особа (+15,6% порівняно з 2010 роком), іноземців було 12,5%. Густота населення становила 380 осіб/км².
За віковим діапазоном населення розподілялося таким чином: 23% — особи молодші 20 років, 62,6% — особи у віці 20—64 років, 14,4% — особи у віці 65 років та старші. Було 261 помешкань (у середньому 2,4 особи в помешканні).
Із загальної кількості 74 працюючих 21 був зайнятий в первинному секторі, 7 — в обробній промисловості, 46 — в галузі послуг.